# Lijst van voetbalinterlands Namibië - Zambia
Deze lijst van voetbalinterlands is een overzicht van alle officiële voetbalwedstrijden tussen de nationale teams van Namibië en Zambia. De Afrikaanse landen hebben tot op heden 22 keer tegen elkaar gespeeld. De eerste ontmoeting, een kwalificatiewedstrijd voor het Wereldkampioenschap voetbal 1994, werd gespeeld in Windhoek op 25 oktober 1992. Het laatste duel, de finale van de COSAFA Cup 2022, vond plaats op 17 juli 2022 in Durban (Zuid-Afrika).

## Wedstrijden
| №  | Plaats       | Datum            | Competitie                                        | Wedstrijd        | Uitslag |
| -- | ------------ | ---------------- | ------------------------------------------------- | ---------------- | ------- |
| 1  | Windhoek     | 25 oktober 1992  | WK 1994 kwalificatie                              | Namibië – Zambia | 0 – 4   |
| 2  | Lusaka       | 30 januari 1993  | WK 1994 kwalificatie                              | Zambia − Namibië | 4 − 0   |
| 3  | Windhoek     | 30 augustus 1997 | COSAFA Cup 1997                                   | Namibië − Zambia | 1 − 1   |
| 4  | Lusaka       | 8 augustus 1998  | COSAFA Cup 1998                                   | Zambia − Namibië | 1 − 1   |
| 5  | Windhoek     | 7 oktober 2000   | Afrika Cup 2002 kwalificatie                      | Namibië − Zambia | 1 − 2   |
| 6  | Chingola     | 2 juni 2001      | Afrika Cup 2002 kwalificatie                      | Zambia − Namibië | 0 − 0   |
| 7  | Windhoek     | 26 mei 2007      | Vriendschappelijk                                 | Namibië − Zambia | 1 − 2   |
| 8  | Harare       | 25 oktober 2009  | COSAFA Cup 2009                                   | Namibië − Zambia | 0 − 1   |
| 9  | Johannesburg | 14 januari 2012  | Vriendschappelijk                                 | Zambia − Namibië | 0 − 0   |
| 10 | Windhoek     | 25 mei 2013      | Vriendschappelijk                                 | Namibië − Zambia | 0 − 0   |
| 11 | Rustenburg   | 24 mei 2015      | COSAFA Cup 2015                                   | Zambia − Namibië | 0 − 0   |
| 12 | Windhoek     | 21 juni 2015     | African Championship of Nations 2016 kwalificatie | Namibië − Zambia | 2 − 1   |
| 13 | Lusaka       | 4 juli 2015      | African Championship of Nations 2016 kwalificatie | Zambia − Namibië | 2 − 1   |
| 14 | Luanda       | 7 november 2015  | Vriendschappelijk                                 | Namibië − Zambia | 0 − 0   |
| 15 | Windhoek     | 24 juni 2016     | COSAFA Cup 2016                                   | Namibië − Zambia | 1 − 0   |
| 16 | Casablanca   | 22 januari 2018  | African Championship of Nations 2018              | Namibië − Zambia | 1 − 1   |
| 17 | Pietersburg  | 2 juni 2018      | COSAFA Cup 2018                                   | Zambia − Namibië | 0 − 0   |
| 18 | Windhoek     | 8 september 2018 | Afrika Cup 2019 kwalificatie                      | Namibië − Zambia | 1 − 1   |
| 19 | Lusaka       | 23 maart 2019    | Afrika Cup 2019 kwalificatie                      | Zambia − Namibië | 4 − 1   |
| 20 | Windhoek     | 9 november 2019  | Vriendschappelijk                                 | Namibië − Zambia | 0 − 2   |
| 21 | Limbe        | 27 januari 2021  | African Championship of Nations 2020              | Namibië − Zambia | 0 − 0   |
| 22 | Durban       | 17 juli 2022     | COSAFA Cup 2022                                   | Namibië − Zambia | 0 − 1   |

## Samenvatting
| Competitie                                   | Totaal gespeeld | Winst Namibië | Gelijk | Winst Zambia | Doelsaldo Namibië – Zambia |
| -------------------------------------------- | --------------- | ------------- | ------ | ------------ | -------------------------- |
| WK-kwalificatie                              | 2               | 0             | 0      | 2            | 0 − 8                      |
| Afrika Cup-kwalificatie                      | 4               | 0             | 2      | 2            | 3 − 7                      |
| African Championship of Nations              | 2               | 0             | 2      | 0            | 1 − 1                      |
| African Championship of Nations-kwalificatie | 2               | 1             | 0      | 1            | 3 − 3                      |
| COSAFA Cup                                   | 7               | 1             | 4      | 2            | 3 − 4                      |
| Vriendschappelijk                            | 5               | 0             | 3      | 2            | 1 − 4                      |
| Totaal                                       | 22              | 2             | 11     | 9            | 11 − 27                    |

NFA · 
Namibisch vrouwenelftal
1990 – 1999 ·
2000 – 2009 ·
2010 – 2019 ·
2020 − 2029
1990 · 
1991 · 
1992 · 
1993 · 
1994 · 
1995 · 
1996 · 
1997 · 
1998 · 
1999 · 
2000 · 
2001 · 
2002 · 
2003 · 
2004 · 
2005 · 
2006 · 
2007 · 
2008 · 
2009 · 
2010 · 
2011 · 
2012 · 
2013 · 
2014 ·
2015 ·
2016 ·
2017 ·
2018 ·
2019 ·
2020 ·
2021 ·
2022 ·
2023
Algerije ·
Angola ·
Benin ·
Botswana ·
Burkina Faso ·
Burundi ·
Comoren ·
Congo-Brazzaville ·
Congo-Kinshasa ·
Djibouti ·
Egypte ·
Equatoriaal-Guinea ·
Eritrea ·
Ethiopië ·
Gabon ·
Gambia ·
Ghana ·
Guinee ·
Guinee-Bissau ·
India ·
Ivoorkust ·
Kameroen ·
Kenia ·
Lesotho ·
Libanon ·
Liberia ·
Libië ·
Madagaskar ·
Malawi ·
Mali ·
Marokko ·
Mauritius ·
Mozambique ·
Niger ·
Nigeria ·
Oeganda ·
Rwanda ·
Saoedi-Arabië ·
Sao Tomé en Principe ·
Senegal ·
Seychellen ·
Swaziland ·
Tanzania ·
Togo ·
Tsjaad ·
Tunesië ·
Zambia ·
Zimbabwe ·
Zuid-Afrika
FAZ · 
A-internationals · 
Selecties · 
Statistieken · 
Zambiaans vrouwenelftal · 
Olympisch elftal · 
Zambia U21 · 
Zambia U20 · 
Zambia U18 · 
Zambia U17
1964 – 1979 ·
1980 – 1989 ·
1990 – 1999 ·
2000 – 2009 ·
2010 – 2019 ·
2020 − 2029
1964 ·
1965 ·
1966 ·
1967 ·
1968 ·
1969 ·
1970 ·
1971 ·
1972 ·
1973 ·
1974 ·
1975 ·
1976 ·
1977 ·
1978 ·
1979 ·
1980 ·
1981 ·
1982 ·
1983 ·
1984 ·
1985 ·
1986 ·
1987 ·
1988 ·
1989 ·
1990 ·
1991 ·
1992 ·
1993 ·
1994 ·
1995 ·
1996 ·
1997 ·
1998 ·
1999 ·
2000 ·
2001 ·
2002 ·
2003 ·
2004 ·
2005 ·
2006 ·
2007 ·
2008 ·
2009 ·
2010 ·
2011 ·
2012 ·
2013 ·
2014 ·
2015 ·
2016 ·
2017 ·
2018 ·
2019 ·
2020 ·
2021 ·
2022
Algerije · 
Angola ·
België ·
Benin ·
Botswana ·
Brazilië ·
Burkina Faso ·
Burundi ·
Chili ·
China ·
Comoren ·
Congo-Brazzaville ·
Congo-Kinshasa ·
Djibouti ·
Ecuador ·
Egypte ·
Equatoriaal-Guinea ·
Ethiopië ·
Gabon ·
Gambia ·
Ghana ·
Guinee ·
Guinee-Bissau ·
Honduras ·
India ·
Irak ·
Iran ·
Israël ·
Ivoorkust ·
Jamaica ·
Japan ·
Jemen ·
Jordanië ·
Kaapverdië ·
Kameroen ·
Kenia ·
Koeweit ·
Lesotho ·
Liberia ·
Libië ·
Madagaskar ·
Malawi ·
Mali ·
Marokko ·
Mauritanië ·
Mauritius ·
Mozambique ·
Namibië ·
Niger ·
Nigeria ·
Noord-Korea ·
Oeganda ·
Oman ·
Rwanda ·
Saoedi-Arabië ·
Senegal ·
Seychellen ·
Sierra Leone ·
Soedan ·
Somalië ·
Swaziland ·
Tanzania ·
Togo ·
Tsjaad ·
Tunesië ·
Zimbabwe ·
Zuid-Afrika ·
Zuid-Korea
Ivoorkust (2012)